# Света Богородица Левишка
„Света Богородица Левишка“ (на сръбски: Света Богородица Љевишка) е православна църква в Призрен, Косово.
Възобновена е и принесена в дар на православните християни от крал Милутин. Църквата е възобновена през 1306-1307 г. върху руините на по-стар християнски храм. Била е седалище на призренския охридски епископ. По време на Османското владичество църквата е била превърната в джамия.

## Архитектура
Първата сграда на българската църква от 11 век е под формата на трикорабна базилика. През 14 век над средния кораб на старата църква, е издигнат петкуполен храм с формата на вписан кръст, с издължена основа. Възобновеният градеж на Богородица Левишка е в типичен вардарски стил. Възобновяването на църквата е извършено под ръководството на майстор Никола (архитектурна част), което е видно от надпис.

## Стенописи
При възобновяването на храма изографисването му е дело на Михаил Астрап (1307-1313). 

## Паметник на културата
Църквата Богородица Левишка е поставена под защитата на ЮНЕСКО през 2006 г., като е един от четирите православни храма в Косово които са в списъка на ЮНЕСКО от 2004 г. Охранява се от немски войници на КФОР към ЮНМИК.